# Estrella invitada

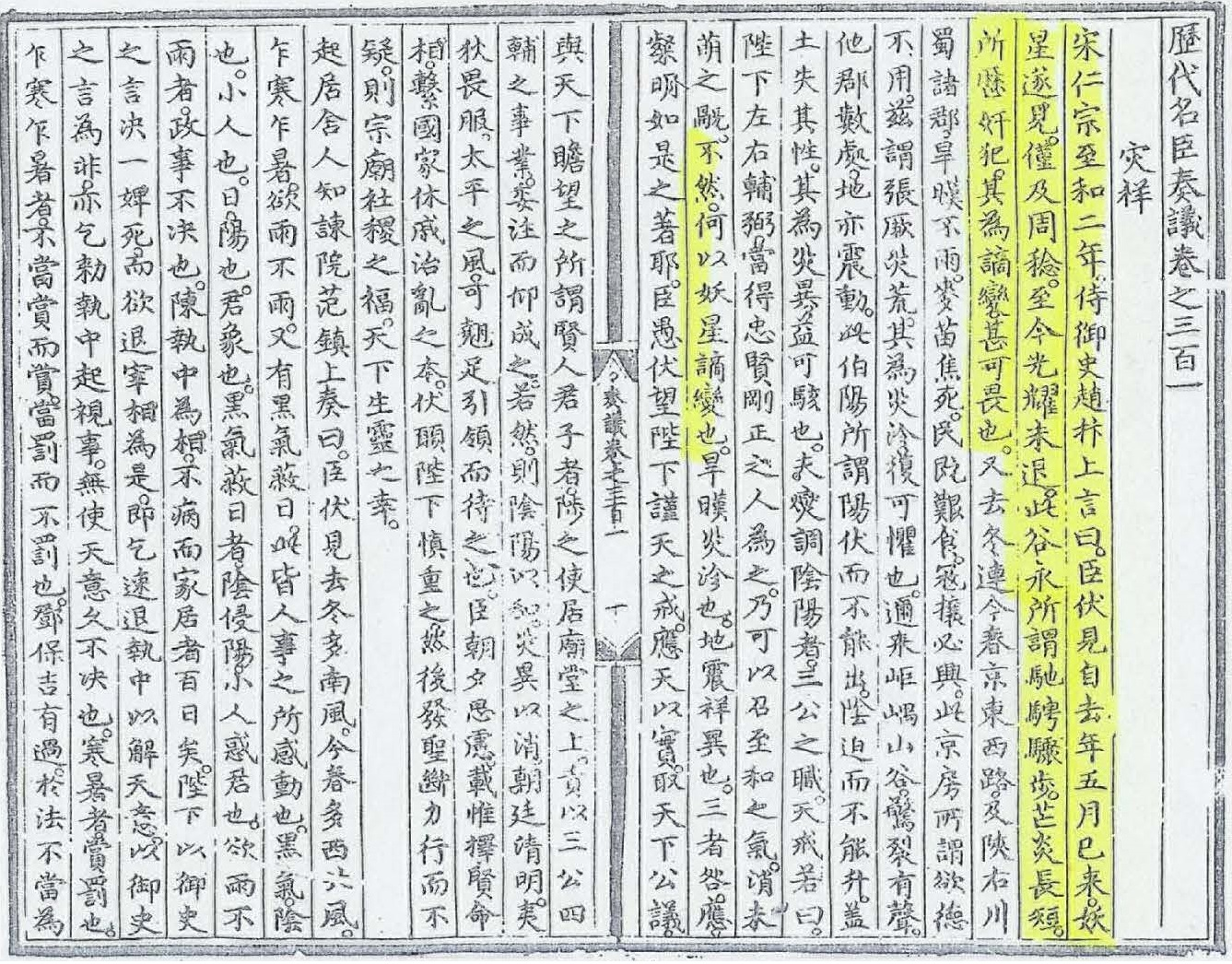
Una estrella invitada identificada como la supernova de 1054 en las páginas del Lidai mingchen zouyi (歷代名臣奏議), que data de 1414.

La expresión de estrella invitada ha sido usada en numerosos textos de astronomía china para mencionar la aparición temporal de un nuevo astro en el cielo. El registro chino más antiguo de estrellas invitadas se encuentra en el Han Shu (漢書), la historia de la dinastía Han (206 - 220 d. C.), y todas las historias subsecuentes dinásticas tenía tales registros. Esta expresión reagrupa de hecho tres fenómenos astronómicos bien distintos: meteoritos, novas (y supernovas) y cometas. La calificación de invitada viene al parecer del hecho que la estrella, apareciendo en una región del cielo, se invitaba simbólicamente en la región terrestre o en casa de la persona con la cual esta región se identificaba, lo que permitía a los astrólogos de la época proponer una interpretación astrológica de este género de acontecimientos. Si en la actualidad la interpretación astrológica tiene poco interés para los astrónomos (pero no para los historiadores), los testimonios relativos a las estrellas invitadas presentan un interés científico real, principalmente en lo concerniente a las supernovas históricas y diversos cometas, como por ejemplo el de las Rasantes del sol Kreutz.
Numerosos términos chinos son en la actualidad agrupados bajo el nombre único de estrella invitada:
- Xingbo " (a veces también boxing "), litt ". " Estrella tupida " (difusa)
- huixing ", " litt. " " Estrella escoba "
- kexing ", litt ". " Estrella invitada "
- liuxing ", litt ". " Estrella corriente "

Los dos primeros términos xingbo/boxing y huixing designan casi exclusivamente cometas a causa de su aspecto difuso, y el último término concierne exclusivamente a los meteoritos. Aunque en un principio los términos xingbo y huixing se utilizaban para representar cometas que presenten " huixing " o no presenten " boxing " (una cola pronunciada), los documentos descriptivos hechos de estos objetos en los diferentes textos indican que han sido utilizados a veces de manera intercambiable. El término kexing hacía, en principio, referencia a objetos puntuales (novas y supernovas) pero existen casos donde cometas han sidos descritos con este término. Existen otros términos más específicos, en relación con la interpretación astrológica hecha de los acontecimientos observados. Es por ejemplo el caso de Zhoubo, correspondiente a un astro amarillo muy luminoso, y que anunciaba un acontecimiento importante.